# Герттоніемі (район)
Герттоніемі (фін. Herttoniemi, швед. Hertonäs) — район міста Гельсінкі, Фінляндія. Площа: 6,06 км², населення: 25 526 (1.1.2014) осіб.
Розташовано на півострові та омивається Ванханкаупунгінселькя, Герттоніеменсалмен, Поролахті та Стрьомсінлахті.
Поселення дуже давнє, біля станції метро Герттоніемі розташована могила бронзової доби. Терен району увійшов до складу Гельсінкі в 1946

## Посилання

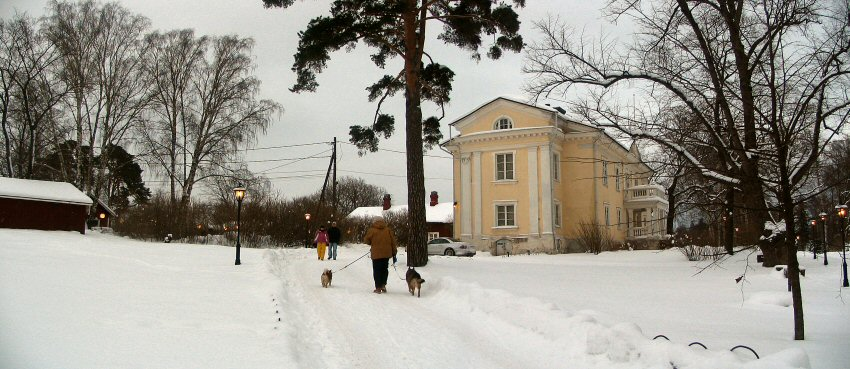
Садиба Герттоніемі
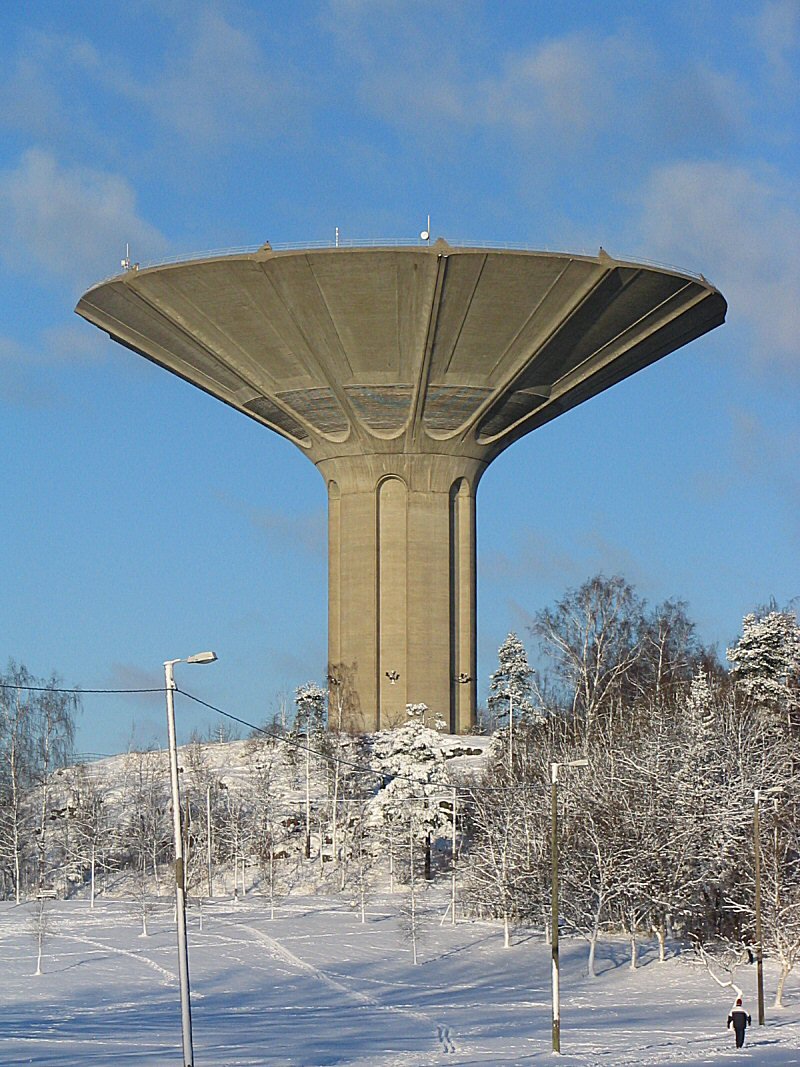
Водонапірна вежа Роїхувуорі
Герттоніемі на мапі Гельсінкі

## Адміністративний поділ
- Лянсі-Герттоніемі
- Роїхувуорі
- Герттоніемен-теоллісуусалуе
- Герттоніеменранта